# Panzerartillerie

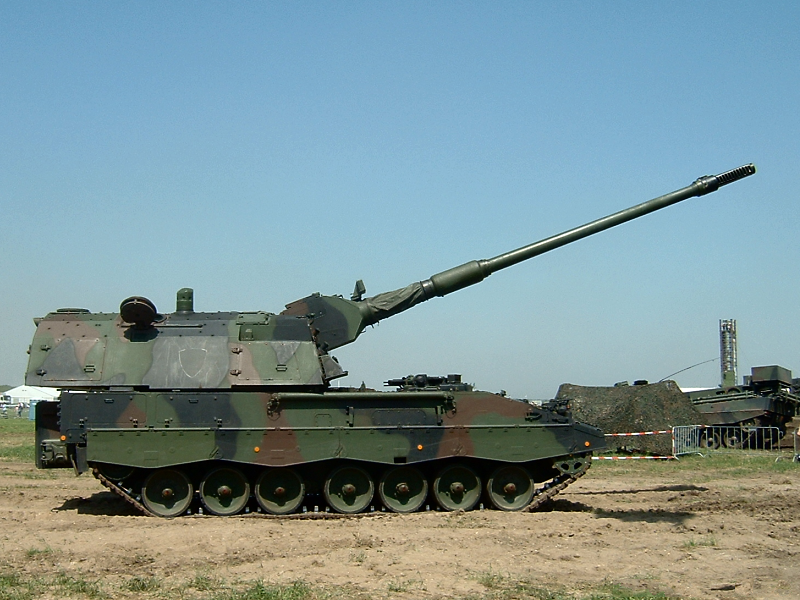
Panzerhaubitze 2000

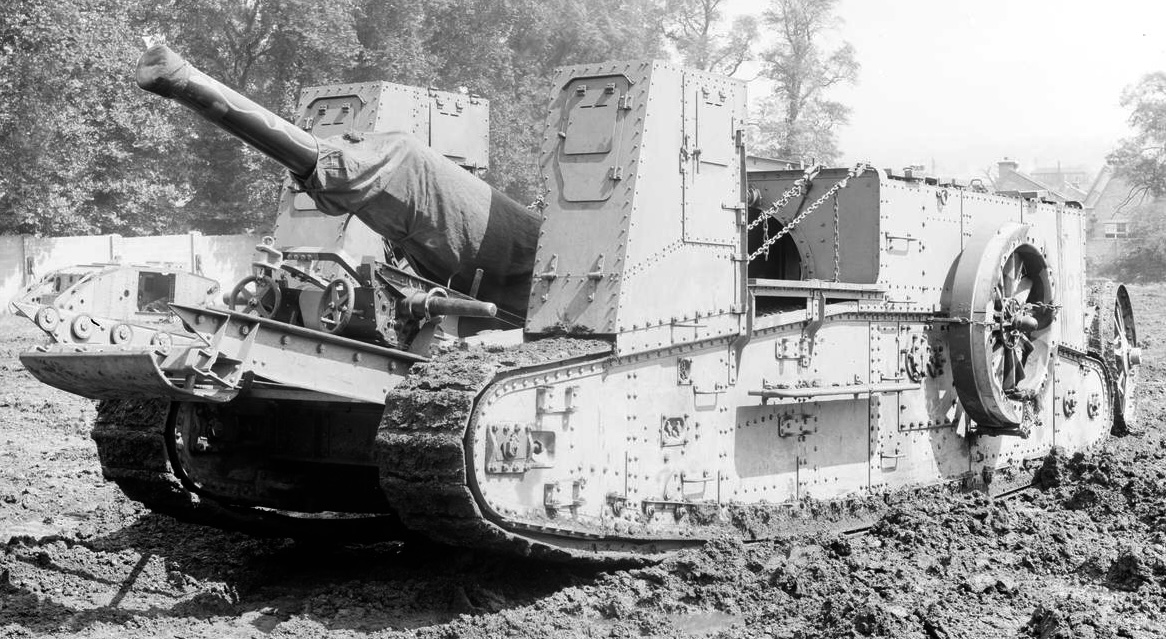
Britischer Gun Carrier Mark I

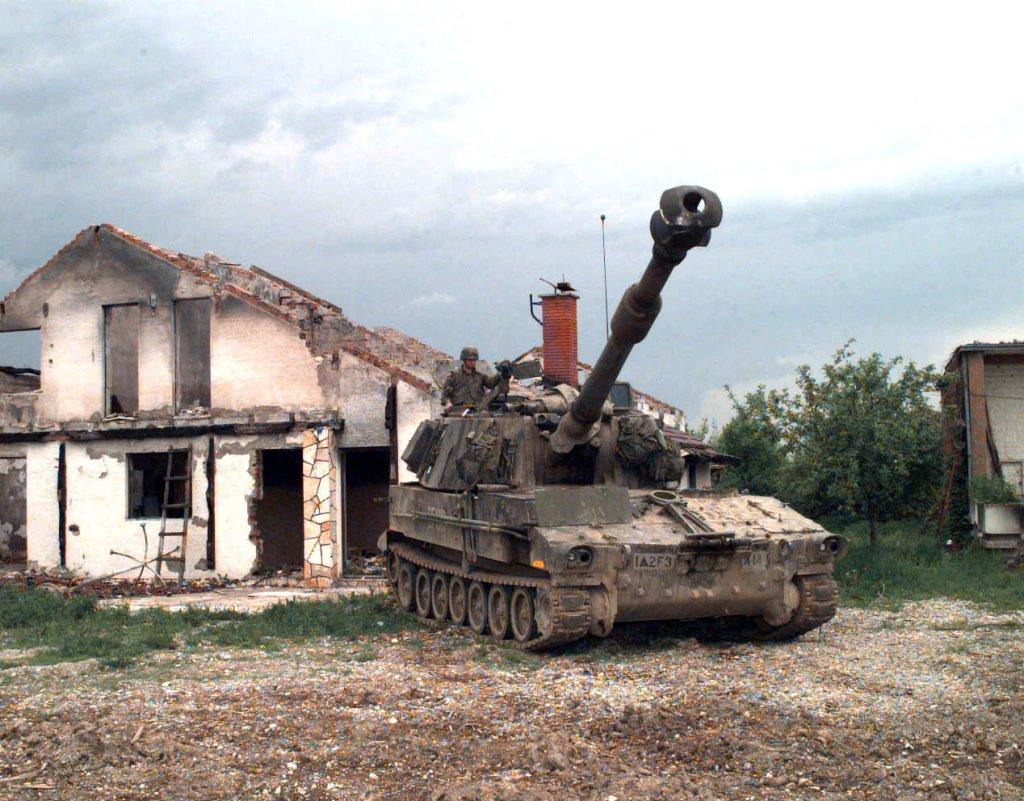
Panzerhaubitze M109

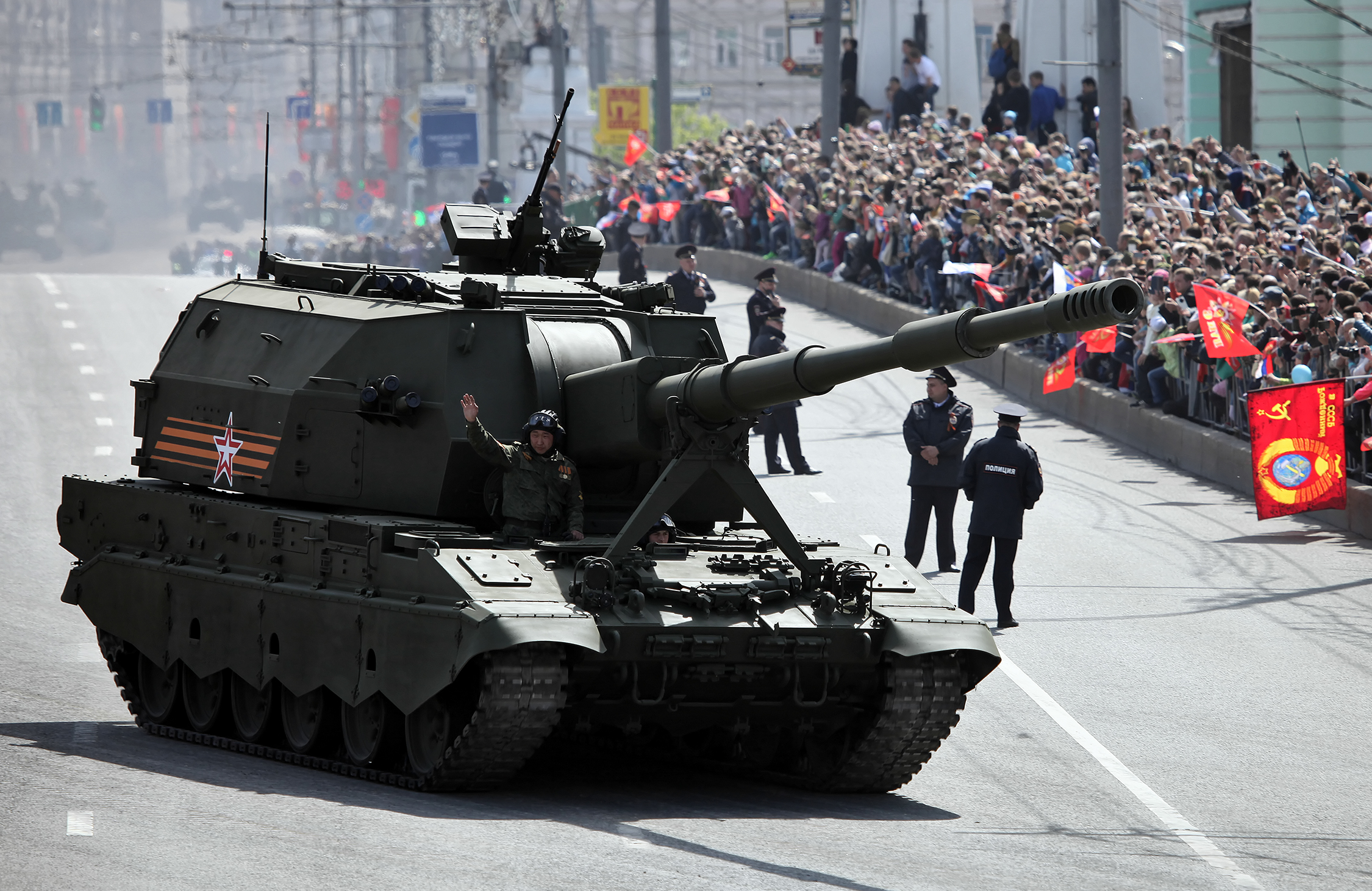
2S35 Koalizija-SW

Panzerartillerie ist ein Teil der Artillerie, der mit teilgepanzerten oder gepanzerten Selbstfahrlafetten ausgerüstet ist, um Panzerkampfwagen und Schützenpanzern im Gefecht folgen zu können.

## Geschichte

### Erste Ansätze
Erste Formen einer auf selbstfahrenden gepanzerten Fahrgestellen mobilisierten Artillerie gab es bereits während des Ersten Weltkriegs, wie etwa den britischen Gun Carrier Mark I. Auch in Deutschland wurden Artilleriegeschütze auf jedoch ungepanzerte Halbketten und Kettenfahrzeuge montiert, welche jedoch während dieser Zeit zur Abwehr gegnerischer Flugzeuge gedacht waren. Das amerikanische Unternehmen Caterpillar, welches seit vielen Jahren weltweit eines der führenden Unternehmen in der Raupenschlepperfertigung war, sollte ein Problem der Artillerie lösen, welches zum Ende des Ersten Weltkriegs hin entstanden war. Durch den Einsatz von Tanks (Panzern) begann in den stagnierenden Stellungskrieg wieder Bewegung zu kommen. Doch war die schwere Artillerie praktisch nicht in der Lage den eigenen Truppen zu folgen und zeitnah Feuerunterstützung zu leisten, so dass sich der Angriff in der Tiefe des Raumes totlief. Das amerikanische Waffenamt (Ordnance Department) hatte schon früh im Krieg die Motorisierung der Flugabwehr angedacht und die Firma Holt stellte 1917 einen Entwurf vor. Die 3-inch-Flugabwehrkanone M1917 auf Holt 55-1 wies viele konstruktive Schwächen auf und wurde abgelehnt. Doch das Ordnance Department erkannte das Potential hinter dem Entwurf und versuchsweise wurde eine britische 8-inch Vickers Haubitze auf dem Holt 55-1 Fahrgestell montiert. Versuche zeigten, dass es möglich war solche Geschütze von einem Fahrzeug mit Kettenfahrgestell abzufeuern.
So wurde dann auf Veranlassung des Ordnance Department eine Motorlafette für eine britische 203-mm Haubitze vom Typ Mark VIII1/2 entwickelt. Der Ingenieur Pliny E. Holt konstruierte mit Bauteilen eines Holt 10-Ton Schlepper im Jahr 1918 die erste Self-propelled gun, die Mark I, und noch vor Unterzeichnung des Waffenstillstands wurden zwei Prototypen zur Zufriedenheit des Waffenamtes erprobt. Es wurden von Holt weitere Self-propelled guns gebaut, wobei je nach Geschütz neue Fahrgestelle entwickelt wurden. Die waren die Self-propelled gun Mark II bis Mark V.
Mit den Lafetten Mark VII (75 mm) und Mark VI (105 mm) wurden in den Jahren 1919 bzw. 1920 kleinere Selbstfahrlafetten erprobt. Ein weiterer Schritt war die erste motorisierte Mehrzwecklafette vom Typ Mark IX, bei der entweder eine 155-mm-Kanone oder eine 203-mm-Haubitze montiert werden konnte.
Diese Entwicklungsansätze wurden, da sie aus der Endzeit des Ersten Weltkrieges stammten, in den folgenden Jahren nicht weiter verfolgt. Die Weltwirtschaftskrise ließ die Entwicklungsetats aller Länder schrumpfen und die Arbeit an diesen Projekten stagnierte. Doch waren all diese experimentellen Fahrzeuge ein erster, wichtiger Schritt hin zur Motorisierung von Artilleriewaffen.

### Zweiter Weltkrieg
Erste motorisierte und gepanzerte Artilleriegeschütze des Zweiten Weltkriegs waren die Sturmgeschütze und die sowjetischen AT-Panzer, die zur Unterstützung der Infanterie dienten. Doch verfügten die später der Panzerartillerie zugehörigen Selbstfahrlafetten mit Kanonen und Haubitzen über Lafettierungen mit deutlich höheren Anstellwinkeln (siehe Winkelgruppe) als Sturmgeschütze und AT-Panzer. 
Erste deutsche Fahrzeuge zur Unterstützung motorisierter Verbänden waren Fahrzeuge, wie das 15-cm-sIG 33 auf Fgst. Pz.Kpfw. I und die Umbauten des Offiziers und Ingenieurs Alfred Becker. Doch die Sowjetunion hatte angesichts des geringen Ausbaus des Straßennetz in der Sowjetunion schon in der Vorkriegszeit begonnen mit Artilleriewaffen auf originalen Panzerfahrgestellen zu experimentieren, um diese beweglich zu machen.
Nachdem sich die mobile Kampfführung mit gepanzerten Verbänden zu Beginn des Krieges als erfolgreich bewiesen hatte, begannen alle Nationen mit der Konzeption von Artillerieselbstfahrlafetten auf Panzerfahrgestellen. So fertigten die Amerikaner eine 75-mm-T18 Gun Motor Carriage auf Basis des M3 Light Tank, die Briten schufen mit der Self-propelled Gun "Bishop" ihre erste improvisierte und in Serie gefertigte Artillerieselbstfahrlafette. Die sowjetische Armee entwickelte anfänglich die SU-76 und die SU-122 für die artilleristische Feuerunterstützung der Fronttruppen. Auf der deutschen Seite gab es umfängliche konzeptionelle Arbeiten und verschiedene Typen wurden entwickelt, welche jedoch später nicht in Serie gefertigt wurden. Die sehr bekannten Selbstfahrlafetten Geschützwagen II für le.F.H. 18/2 (Sf.) „Wespe“ und Geschützwagen III/IV für s.F.H. 18/1 (Sf.) (Sd.Kfz. 165) „Hummel“ waren verhältnismäßig erfolgreiche Notlösungen, die in großer Zahl an die Front gelangten. Sie verliehen den Artillerieeinheiten eine größere Mobilität und einen gewissen Schutz. Die Artillerie sollte beweglich zur Bekämpfung von Panzeransammlungen und Infanterie eingesetzt werden können. Da die Aufgabe der Artillerieverbände innerhalb der motorisierten Verbände nicht primär das Niederkämpfen gegnerischer Artillerie war, wurden Fahrzeuge mit einer Haubitzenbewaffnung geschaffen.
Am Ende des Zweiten Weltkrieges waren die in den USA entwickelten Kampfpanzer derart gut entwickelt, dass auch die Montage von schwereren Geschützen möglich wurde. Beispielhaft soll hier die 155-mm-Gun Motor Carriage M12, die 155-mm-Gun Motor Carriage M40 und die 203-mm-Howitzer Motor Carriage M43 genannt. Doch diese Artillerieselbstfahrlafetten gehörten nicht zur Artillerie der eigentlichen Panzertruppen. Sie wurden vielmehr als Heeres Artillerie geführt. In der sowjetischen Armee hatte sich der Einsatz von Salvenraketengeschützen, den sogenannten Katjuschas, als erfolgreiche Waffe zur Unterstützung der mobilen Verbände bewährt und eine Weiterentwicklung von Artillerieselbstfahrlafetten zur Feuerunterstützung der Panzerverbände erfolgte während des Krieges nicht mehr.

### Nachkriegszeit
Die Panzerartillerie diente als Teil der Truppengattung Artillerie nach dem Zweiten Weltkrieg als vollgepanzerte Panzerhaubitzen zum Schutz vor Konterbatteriefeuer auf aufgeklärte Feuerstellungsräume.
Im Heer der Bundeswehr wurden die Artilleriebataillone der Brigaden mit Panzerhaubitzen ausgestattet, um im Gefecht der verbundenen Waffen den Panzer- und Panzergrenadierverbänden unmittelbar folgen und diese unterstützen zu können. Dabei dienten diese nie der unmittelbaren Feuerunterstützung, wie in den russischen Panzerartilleriegruppen zur Feuerunterstützung durch fehlende Fernmeldeverbindung durch FUO. Die Artillerieregimenter der Divisionen verfügten über gezogene Feldhaubitzen und Feldkanonen sowie Raketenartillerie auf Selbstfahrlafetten Kette oder Rad.

## Bedeutung heute
Die Aufgaben der Artillerie liegen im Bekämpfen feindlicher Punkt- oder Flächenziele (feindliche Artillerie, taktische und operative Gefechtsstände und logistische Einrichtungen, sowie sich bewegende Ziele) in der Tiefe des Raumes des Deep Combat Room vor den eigenen Linien. Moderne Ortungstechniken (Artillerieaufklärungsradar) ermöglichen rasches Gegenfeuer. Konsequenz ist ein weitgehender Ersatz gezogener Artilleriegeschütze durch die Panzerartillerie, deren bewegliche Geschütze nach einem Feuerschlag die Feuerstellung in der Regel verlassen können, bevor gegnerische Artillerie die Feuerstellung orten und unter Feuer nehmen kann. Abgesehen davon ist ein Artilleriesystem deutlich kosteneffizienter als ein Raketensystem, weswegen Rohr-Artillerie in vielen Armeen der Welt noch eingesetzt wird.
Nachteil der Panzerartillerie sind ihre hohen Kosten in der Anschaffung und ein sehr hoher Wartungs- und Kraftstoffbedarf im Landmarsch. Eine Verlegung im operativen Transport ist über Land nur mit Schwerlasttransportfahrzeugen (Panzertransportern) oder im Bahn-, Luft- oder Seetransport mit Schwerlasttransportmaschinen oder Fähr- und Autotransportschiffen möglich. Ein Landmarsch kann zu erheblichen Beschädigungen der Verkehrsinfrastruktur führen.
Der Truppenführer hat eine Möglichkeit, den Schwerpunkt auf dem Gefechtsfeld schnell und flexibel zu bilden oder zu verlegen. Dabei sind die Autonomie der Feuerleitung und der Navigation sowie die Mobilität und die große Zahl an zur Verfügung stehenden Munitionssorten entscheidend für ihren Einsatzwert.

## Geschütztyp
Zwar entspricht die Konstruktion des Fahrgestells mit Gleisketten in der Regel der eines Kampf- oder Schützenpanzers in originaler oder modifizierter Form, jedoch unterscheiden sich Wanne und Geschützturm wegen der unterschiedlichen Anforderungen grundlegend von den Ausgangskonstruktionen.
Häufig wird in westlichen Armeen die US-amerikanische Panzerhaubitze M109 aus den 1960er-Jahren verwendet. Neuestes russisches Modell ist die 152-mm-Selbstfahrlafette 2S35 Koalizija-SW. Die Bundeswehr verfügt über die Panzerhaubitze 2000. Deren Höchstschussentfernung beträgt mit Standardmunition 30 km, mit reichweitengesteigerter Munition 56 km. Die PzH 2000 gilt weltweit als Maßstab der in Betrieb befindlichen Panzerhaubitzen. Allerdings ist sie wegen der hohen Produktionskosten in Deutschland sowie geringen produzierten Stückzahl erheblich teurer als das südkoreanische Konkurrenzmodell K9 Thunder.

## Galerie

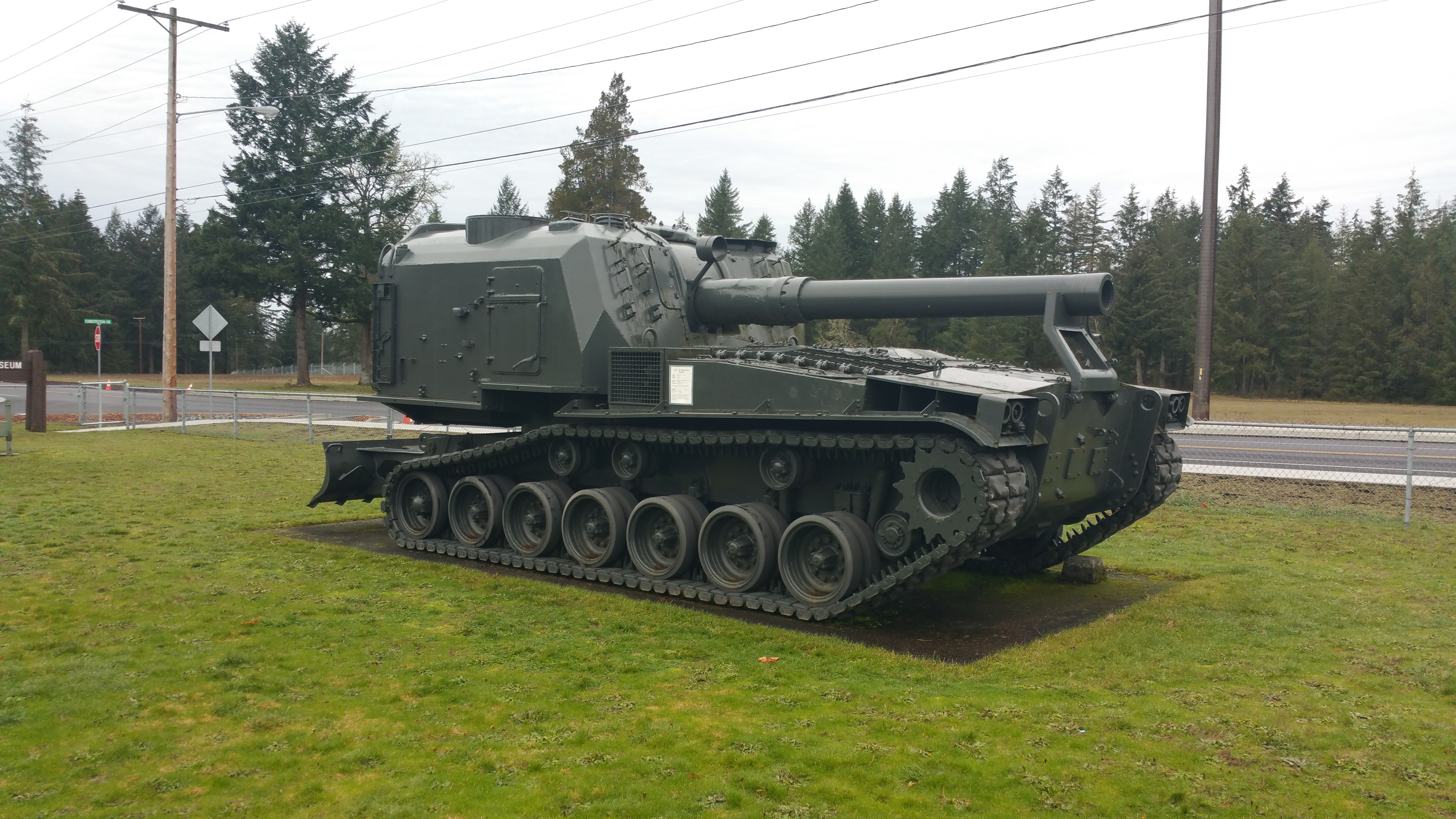
M55 8-Zoll-Selbstfahrhaubitze im Fort Lewis Military Museum
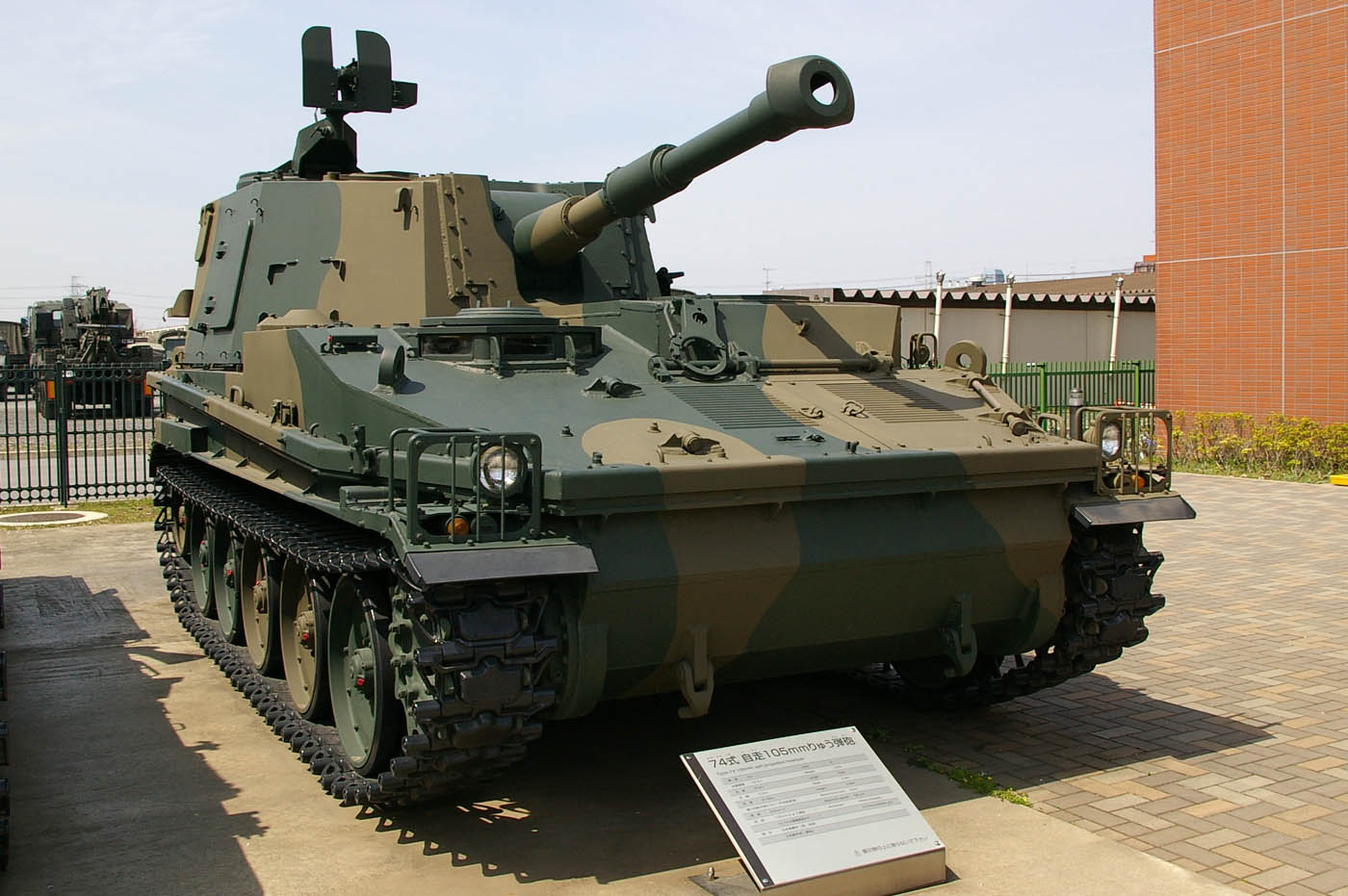
105-mm-Panzerhaubitze Typ 74
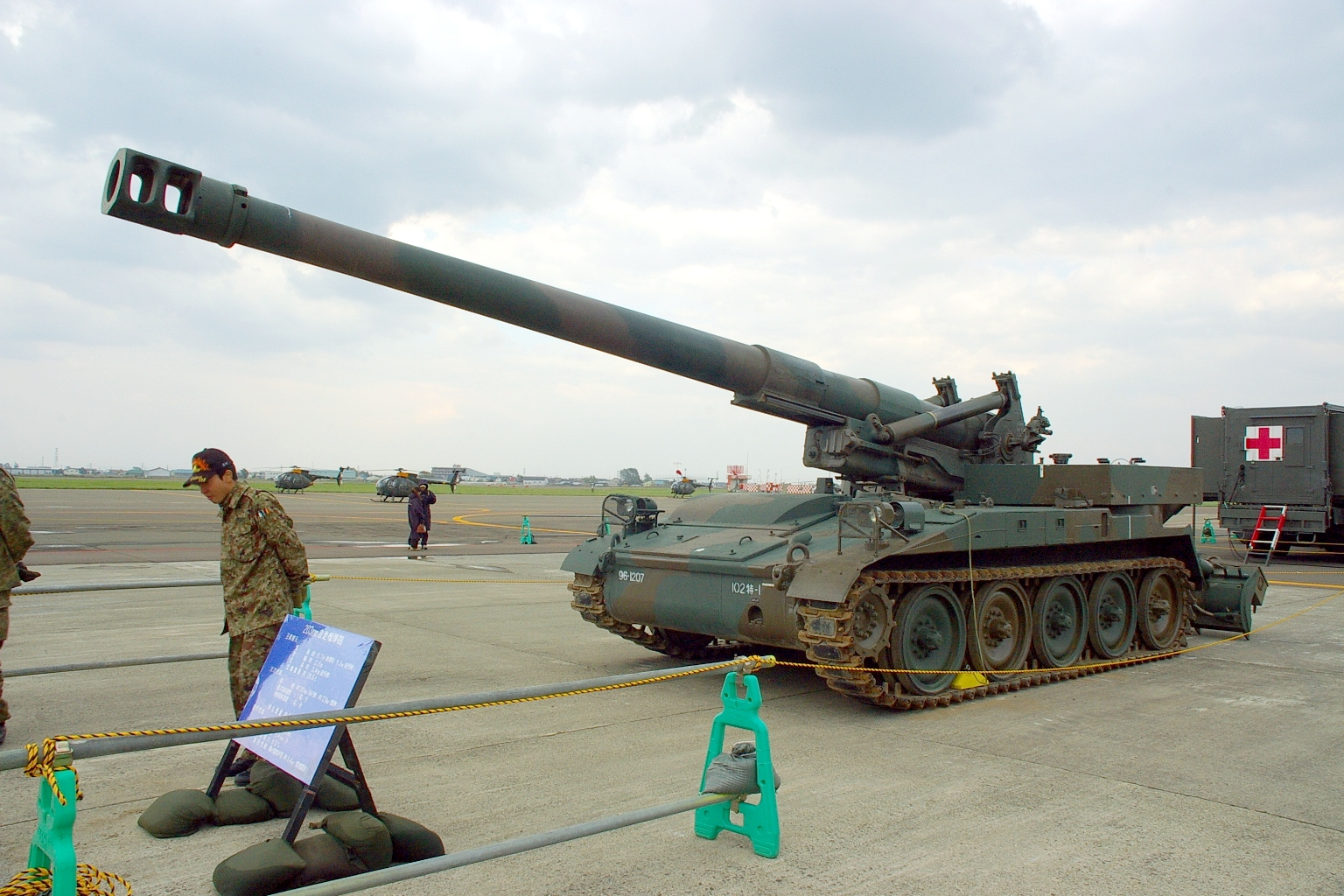
203-mm-Panzerhaubitze M110A2
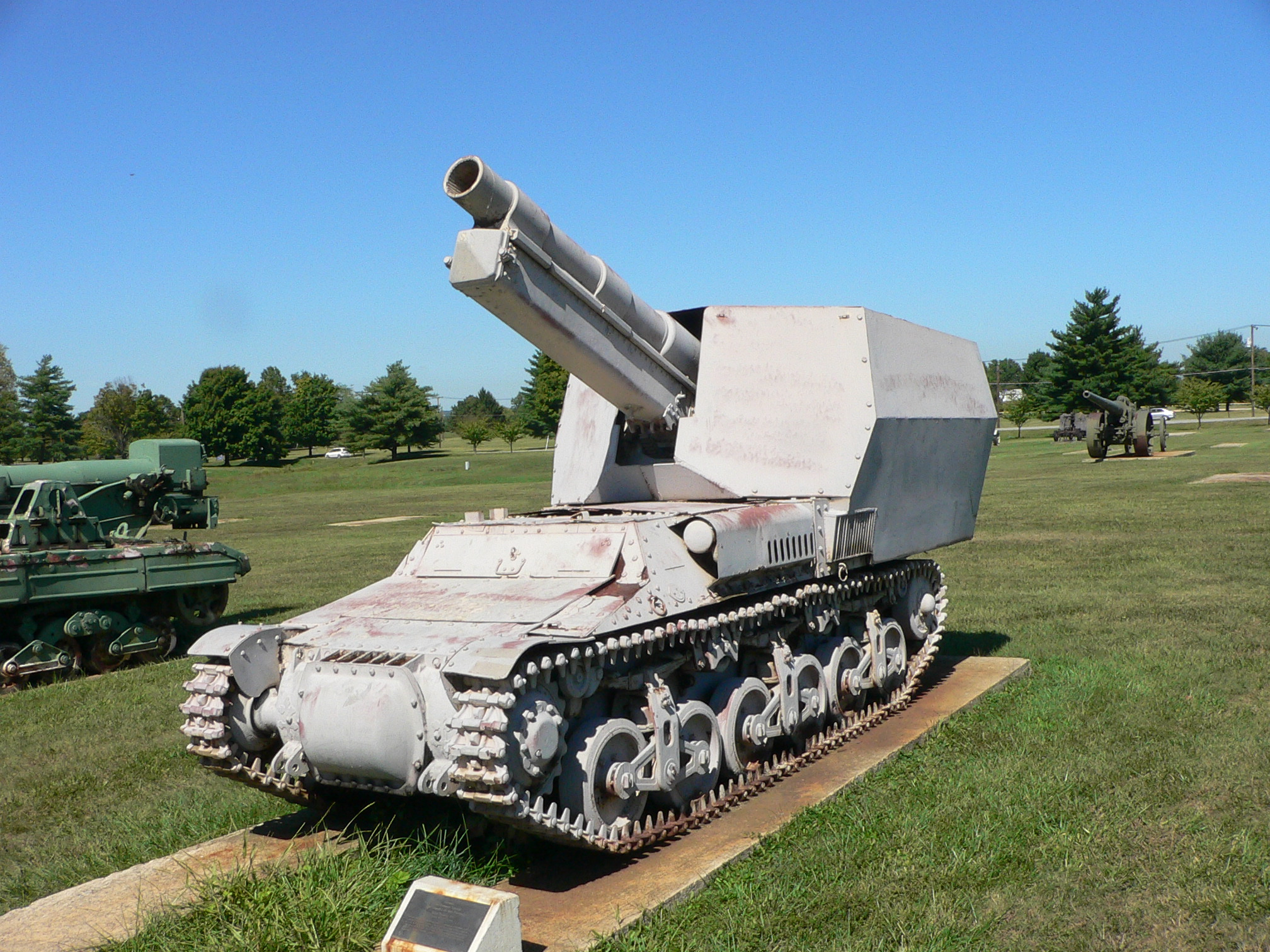
150 mm selbstfahrende Haubitze Lorraine 37L
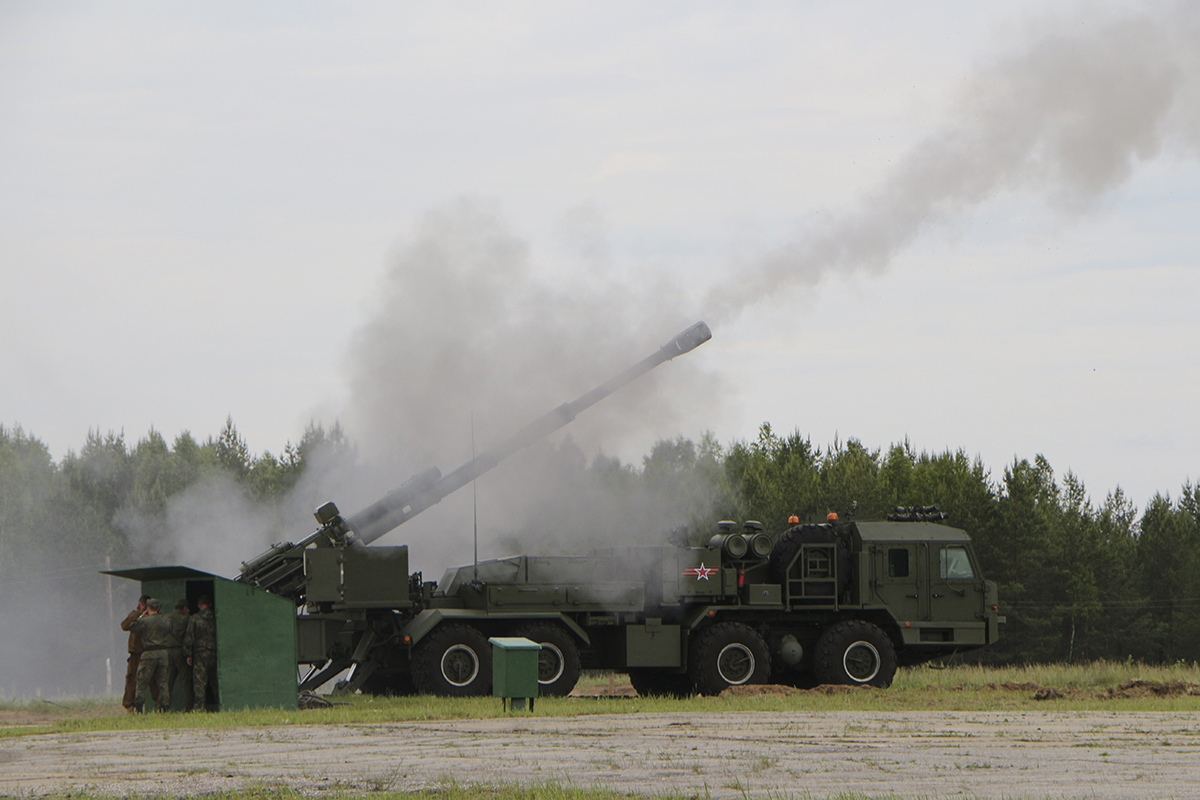
Leicht gepanzerte Haubitzen-Selbstfahrlafette 2S43 Malva
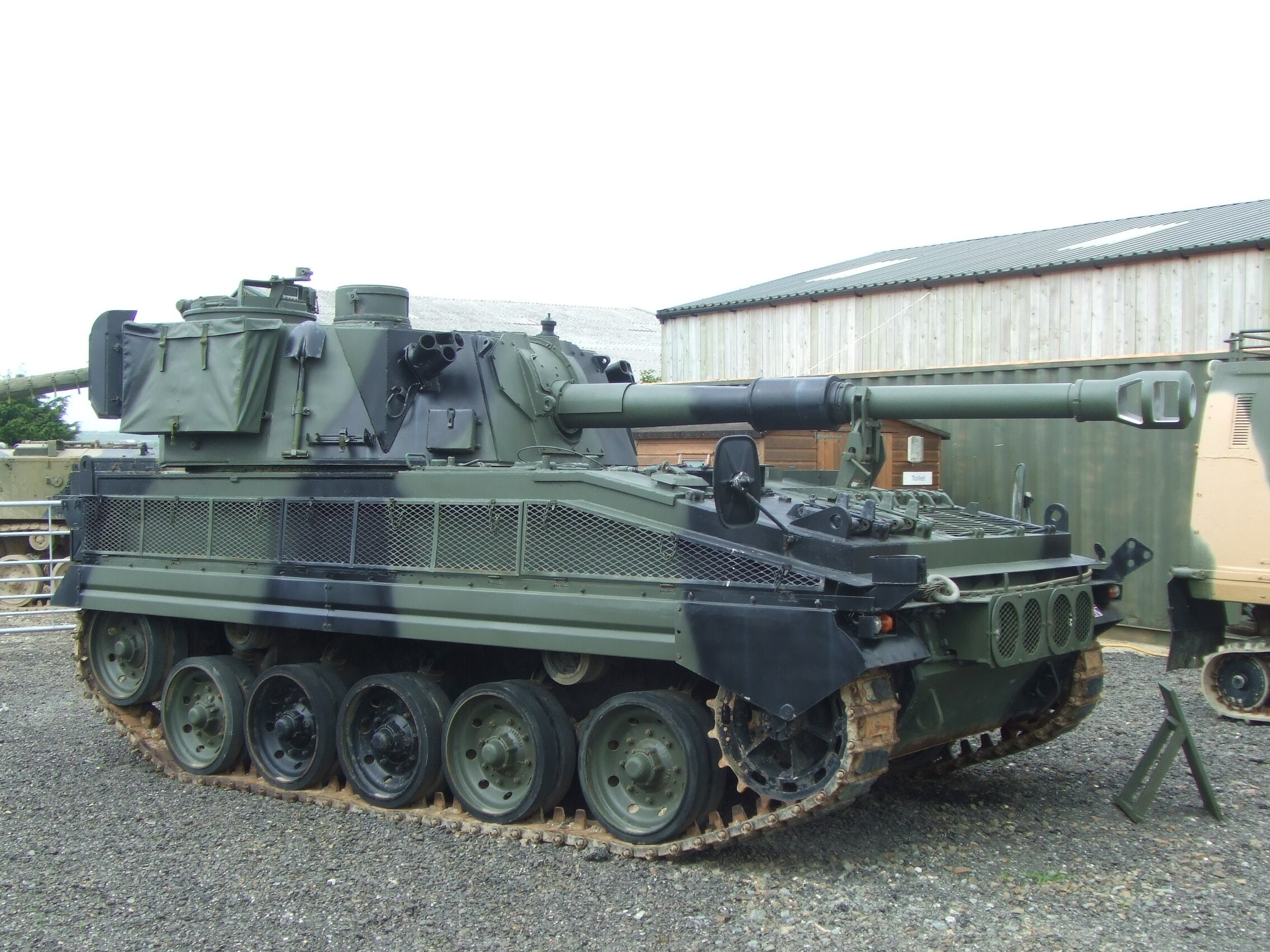
Selbstfahrlafette FV-433 Abbot
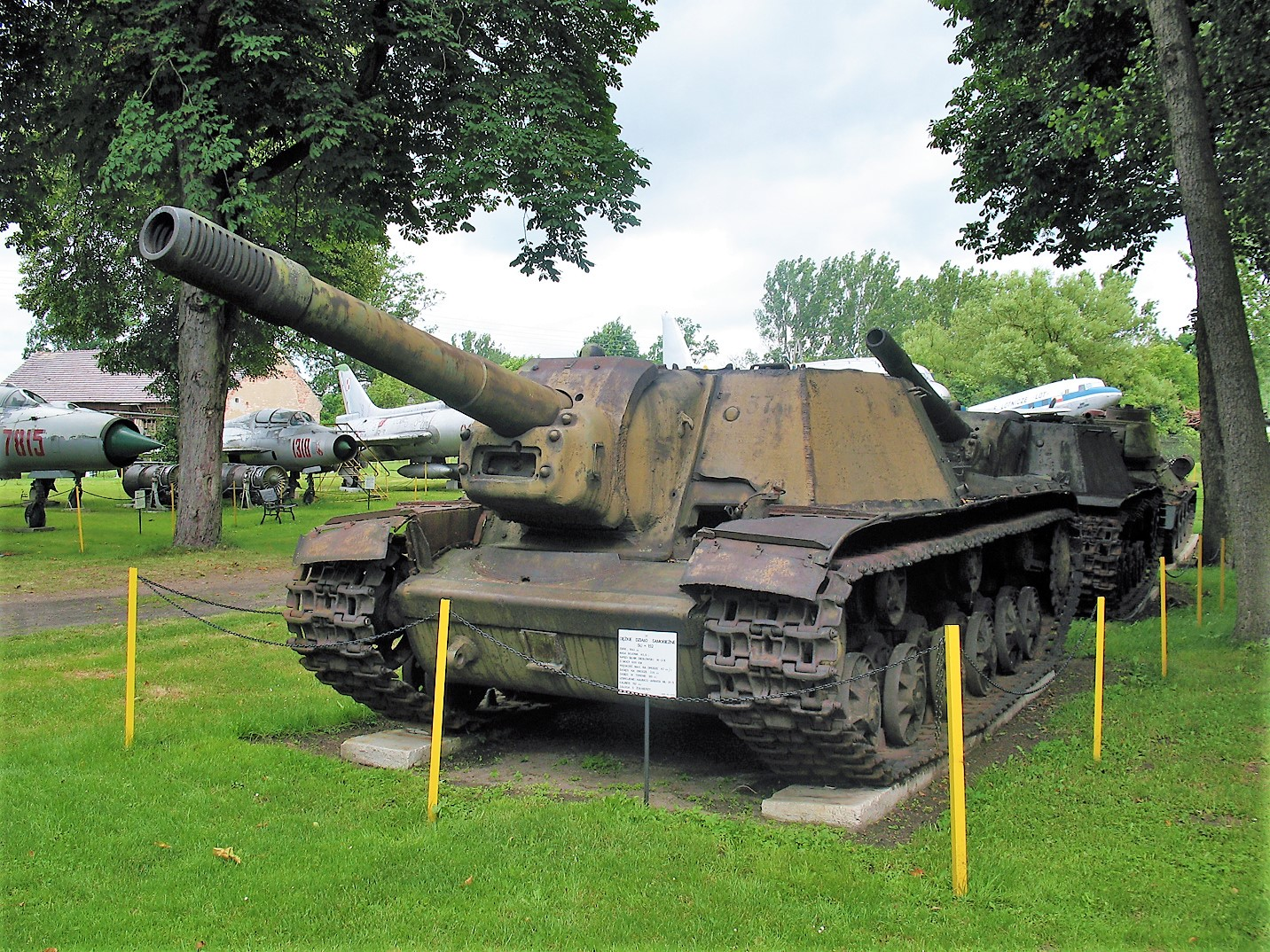
Die SU-152 waren sowjetische Selbstfahrlafetten
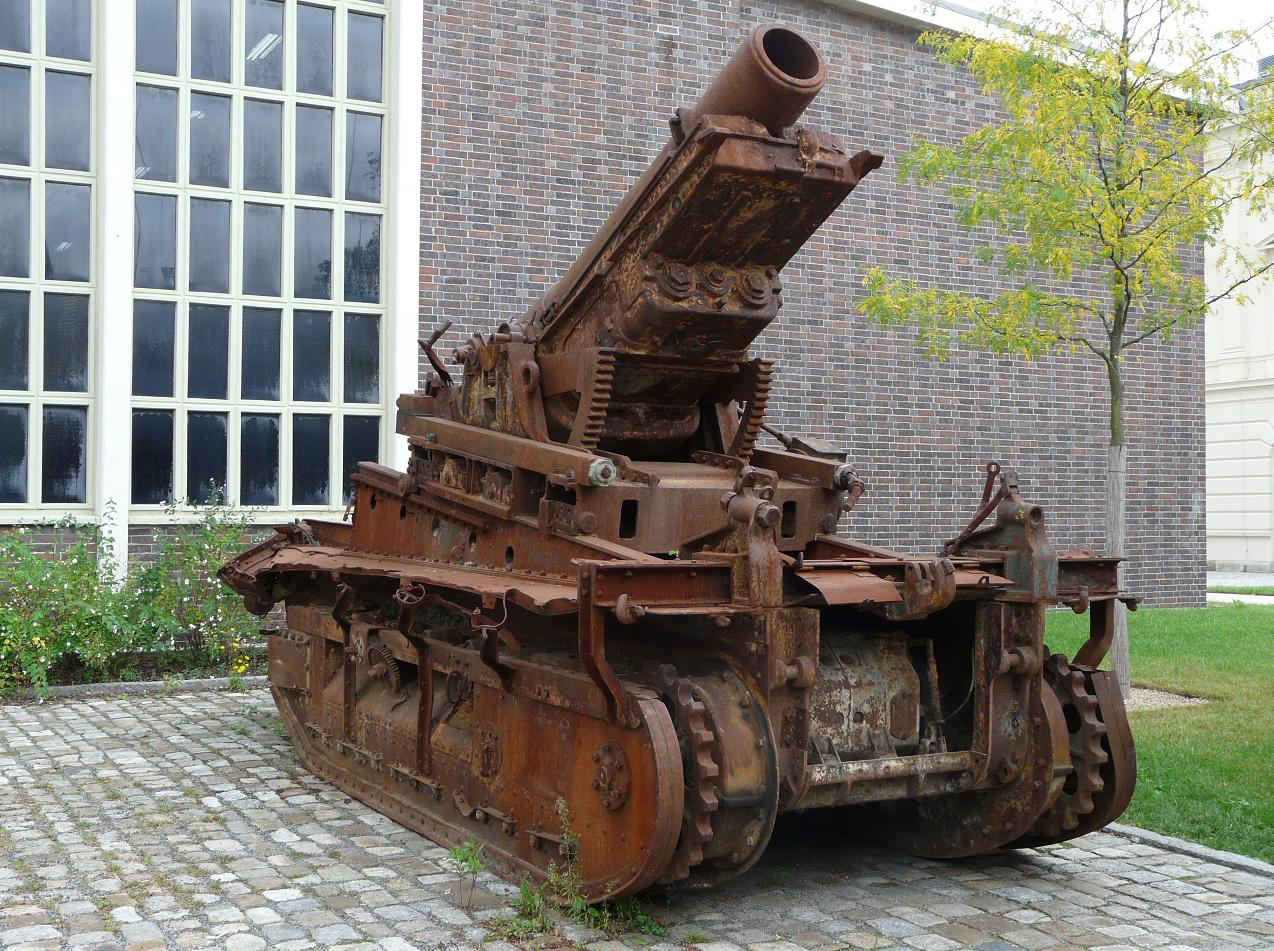
Selbstfahrlafette 280-mm-TR-Schneider
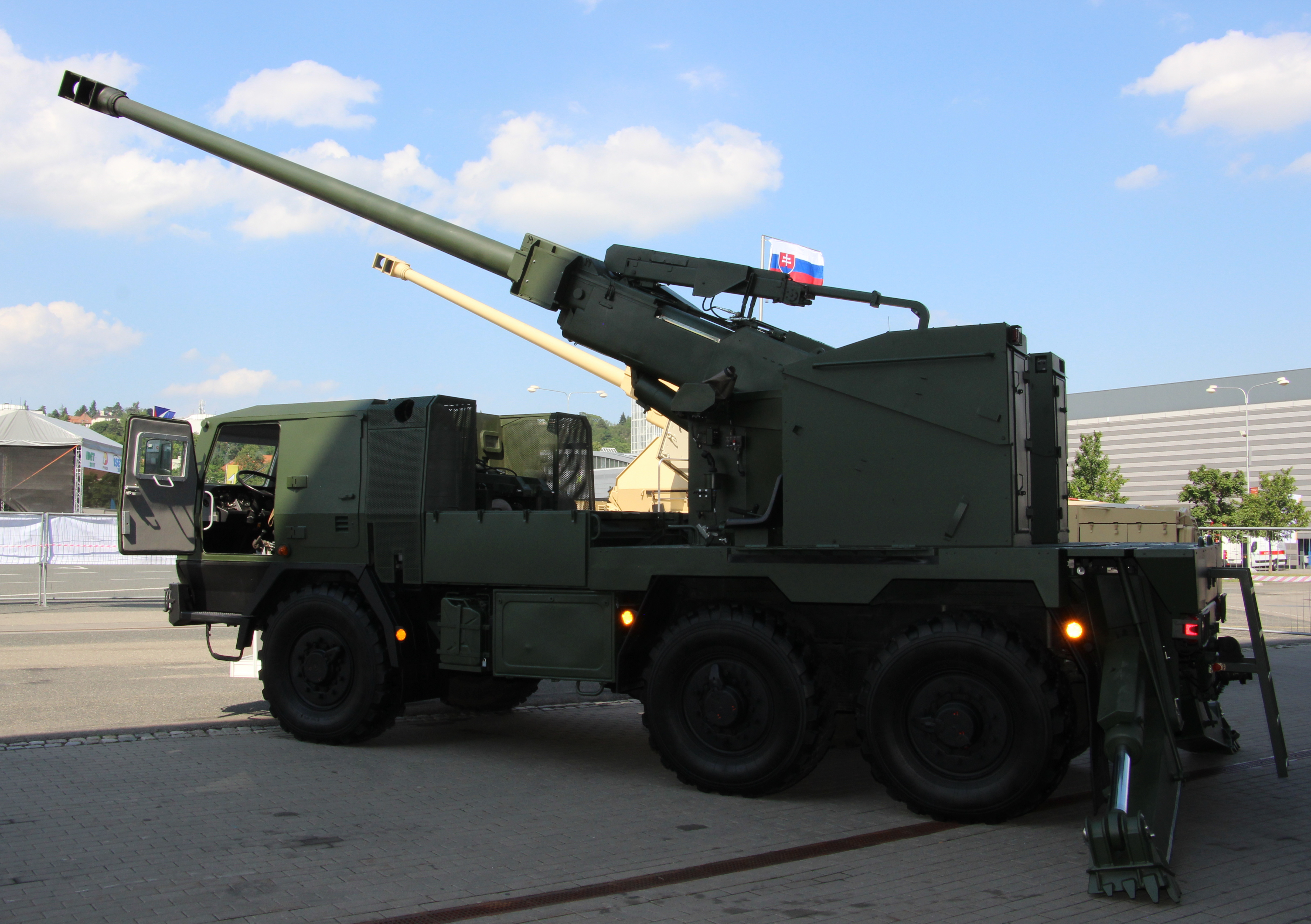
EVA Selbstfahrende Kanonenhaubitze
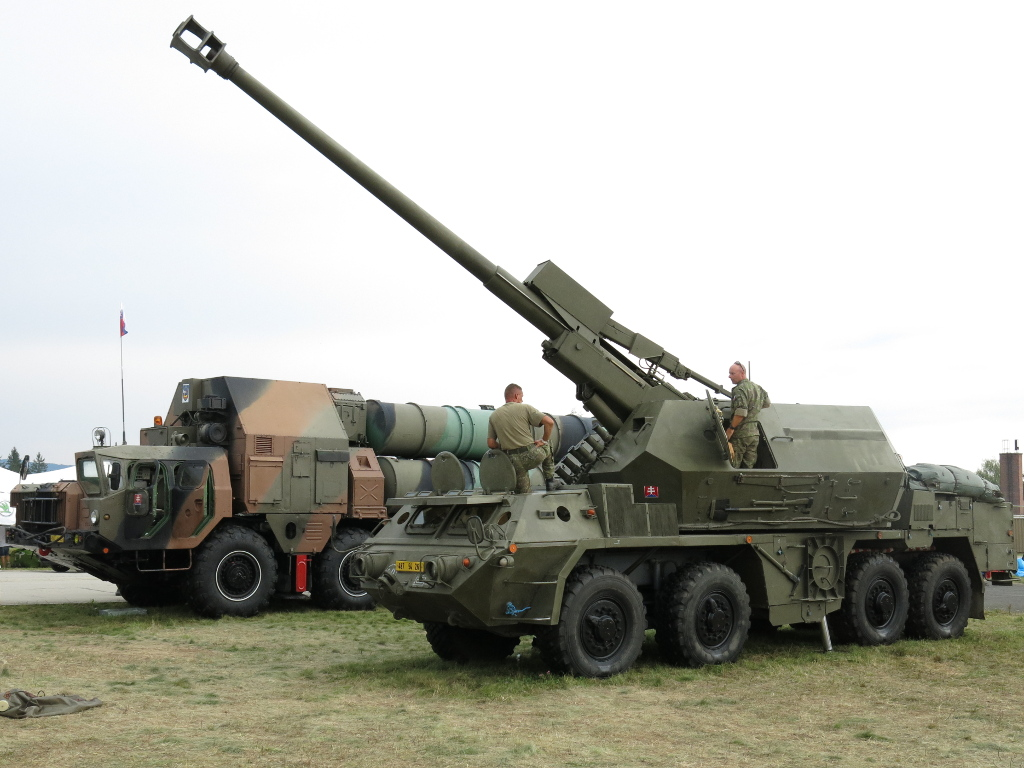
Die Zuzana ist eine Haubitze auf einem gepanzerten Rad-Chassis